# Tanamarina
Tanamarina is een plaats en commune in het zuiden van Madagaskar, behorend tot het district Ikalamavony, dat gelegen is in de regio Haute Matsiatra. Tijdens een volkstelling in 2001 telde de plaats 9.700 inwoners.
De plaats biedt enkel lager onderwijs aan. 50 % van de bevolking werkt als landbouwer en 50 % houdt zich bezig met veeteelt. De belangrijkste landbouwproducten zijn rijst en maniok; andere belangrijke producten zijn bonen en taro.